# توران میرزایف
توران میرزایف (ترکی آذربایجانی: Turan Mirzəyev؛ زادهٔ ۲۴ سپتامبر ۱۹۷۹) ورزشکار وزنه‌برداری اهل جمهوری آذربایجان است.
وی در مسابقات کشوری و بین‌المللی در مجموع برندهٔ ۱ مدال نقره، ۲ مدال برنز شده‌است.